# Ayres Natural Bridge Park
Der etwa 0,6 km2 große Ayres Natural Bridge Park ist ein Schutzgebiet des Converse County, Wyoming. Es liegt etwa 22 Kilometer westlich der Stadt Douglas, nahe der Autobahn I-25 auf einer Höhe von ungefähr 1400 Metern über dem Meer. Seine Hauptattraktion ist eine etwa 10 Meter hohe, 15 Meter breite natürliche Brücke (engl.: natural bridge) aus rotem Sandstein über den La Prele Creek.

## Entstehung
Der hier vorherrschende Sandstein hat seinen Ursprung im Pennsylvanium, entstand also vor etwa 300 Millionen Jahren. Die Steinbrücke wurde im Laufe durch den mäandrierenden Fluss erschaffen. Solche natürlichen Brücken können entstehen, wenn sich eine Flussschlinge direkt an der Sandsteinwand befindet und die Fließgeschwindigkeit des Flusses hoch ist. Durch mitgeführtes Geröll wird die Wand an einer Stelle langsam abgeschliffen, bis der Fluss schließlich den Durchbruch geschaffen hat und seinen Weg gerade weiter fort setzt und dabei im Laufe der Zeit das Loch vergrößert. Der Name des Parks rührt vom gleichnamigen Felsen her, der vom ursprünglichen Besitzer der Ranch auf diesem Gebiet stammt. Alvah W. Ayres siedelte um das Jahr 1882. Sein Sohn Andrew C. Ayres vermachte den Park im Jahr Mai 1920 an das Converse County.

## Geschichte

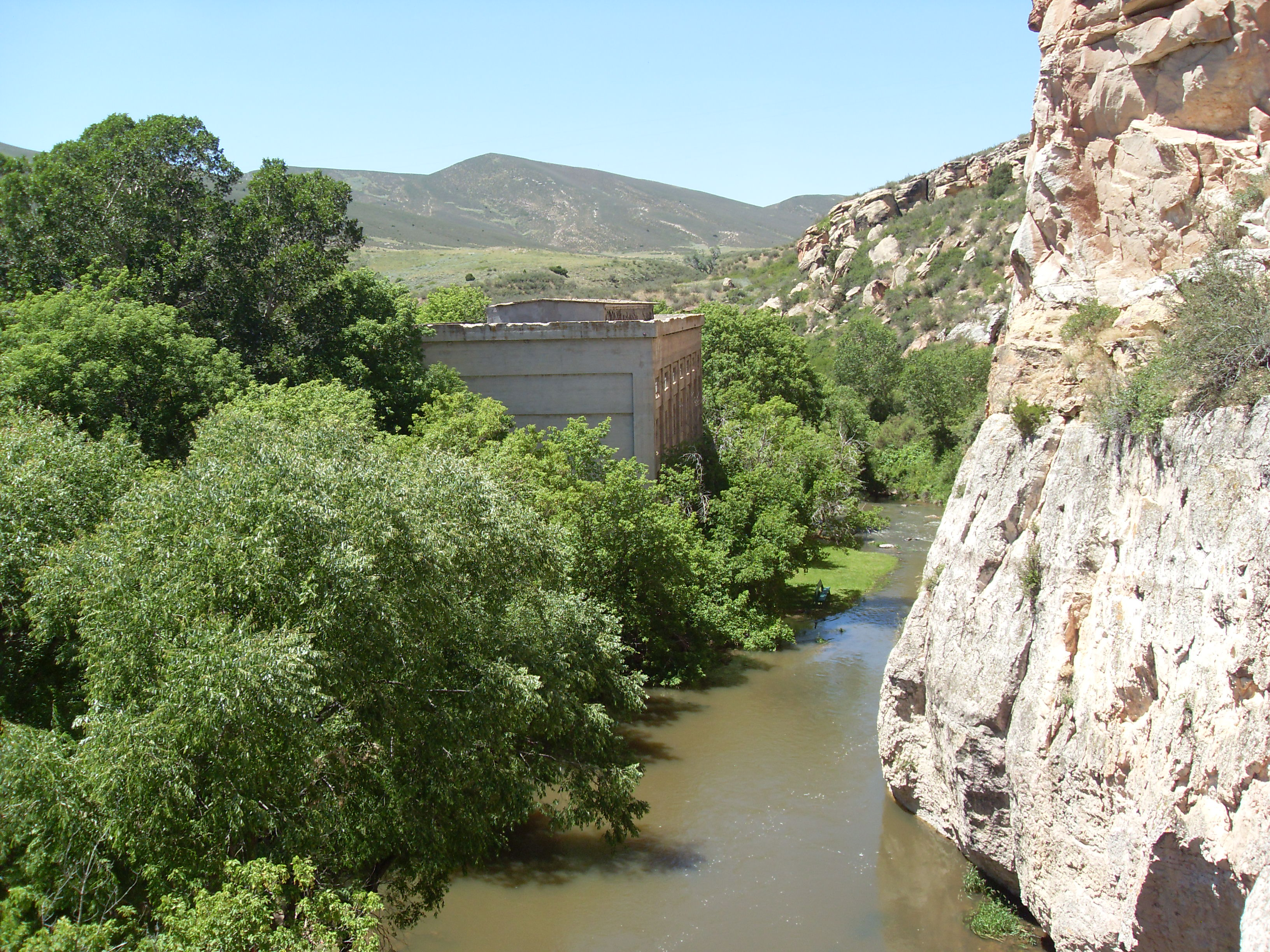
Blick von der Brücke auf das Maschinenhaus der North Platte Valley Irrigation Company

Für die Indianer die vor der Besiedelung durch europäische Einwanderer in diesem Gebiet lebten, ist dieser Platz ein tödlicher Ort. Ein junger Krieger wurde, als er in dem Canyon jagte, auf der Brücke tödlich von einem Blitz getroffen. Daraufhin entstand die Legende, dass ein böser Geist unter der Brücke haust. Indianer meiden daher die Brücke und die nahe Umgebung. Diesen Umstand machten sich einige Siedler, die auf dem etwa 2 Kilometer entfernten Oregon Trail Richtung Westen zogen zunutze, indem sie hier Rast machten, um zumindest für diese Zeit sicher vor Angriffen der Indianer zu sein.
Das Betongebäude am Parkeingang wurde von der North Platte Valley Irrigation Company Anfang 1900 erbaut. Hier sollte Strom erzeugt werden, um Wasser aus dem North Platte River zur Bewässerung des umliegenden Lands hoch zu pumpen. Der etwa 3 Kilometer südlich von dem Gebäude gelegene La Prele Dam sollte das Wasser hierfür stauen. Die Firma ging in Insolvenz, bevor das Projekt abgeschlossen werden konnte.

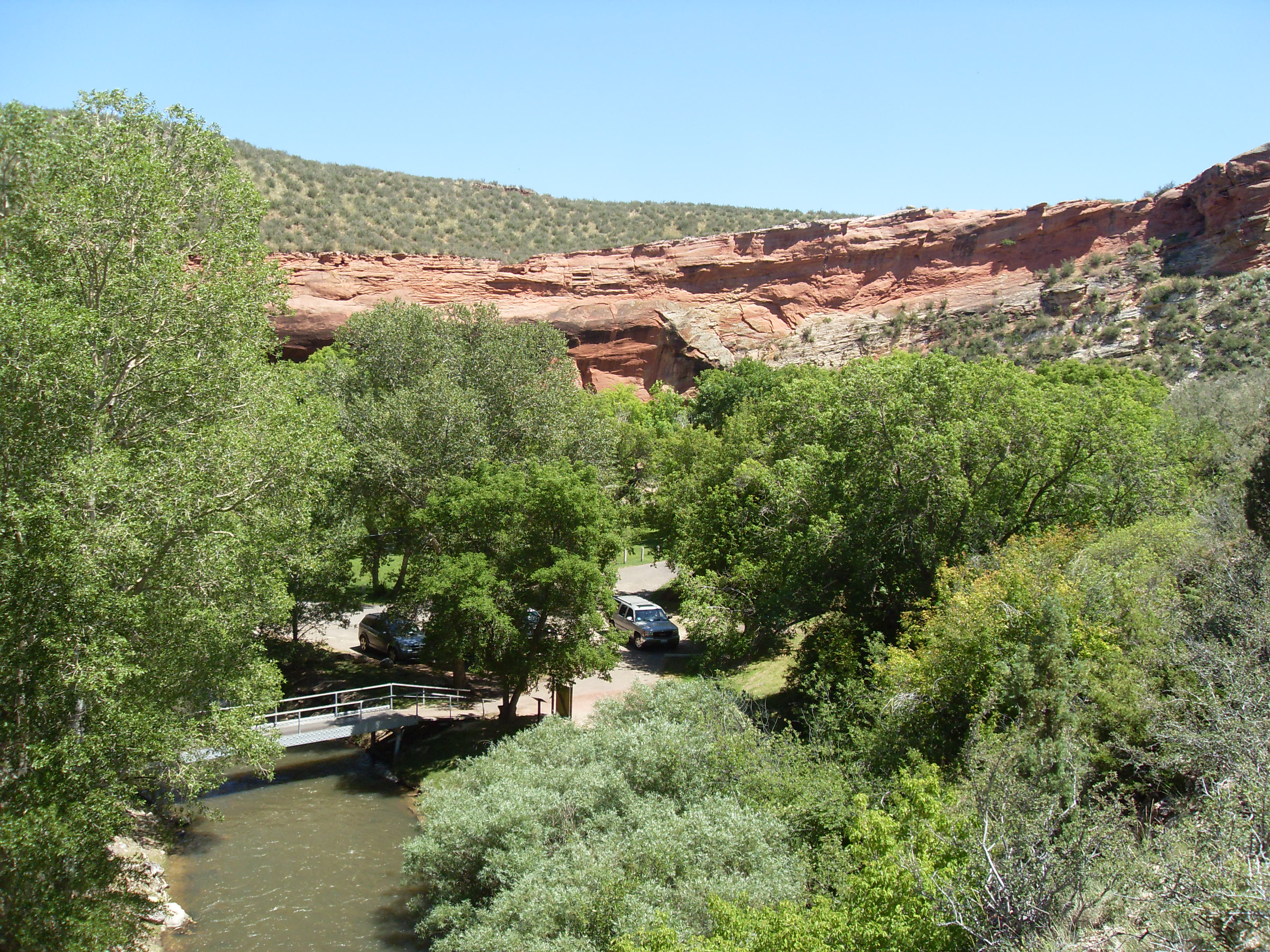
Blick von der Brücke in den Park und auf den roten Sandstein aus dem Pennsylvanium

## Angebote
Der Eintritt in den Park ist frei, er ist mit angelegten Wegen, Parkplätzen, Picknickplätzen mit Tischen, einem Spielplatz und öffentlichen Toiletten ausgestattet. Des Weiteren befindet sich ein kleiner Campingplatz im Park. Er ist vom 1. April bis 30. September geöffnet. Haustiere sind im Park verboten.